# Snurriga familjen
Snurriga familjen är en svensk komedifilm från 1940 i regi av Ivar Johansson. I huvudrollerna ses Thor Modéen, Elsa Carlsson, Åke Söderblom, Allan Bohlin och Eivor Landström. 

## Handling
Direktörsfamiljen Blom tar in på ett fjällhotell. Väl där är alla familjemedlemmarna oförskämda och rent elaka mot både gäster och personal. När hotelldirektören försöker bli av med familjen köper fadern hela hotellet. Men alla i personalen säger upp sig samtidigt som det meddelas genom telegram att familjen Blom är ruinerad! För att få ihop pengar börjar familjemedlemmarna själva arbeta på och driva hotellet.

## Om filmen
Snurriga familjen hade Sverigepremiär den 19 augusti 1940 på biograf Palladium vid Kungsgatan i Stockholm. Filmen bygger på en tysk pjäs med namnet Eine feine Familie. Snurriga familjen har visats ett flertal gånger i SVT, bland annat 2001, 2008 och i september 2019. Det är en av många svenska filmer där Åke Söderbloms och Thor Modéens komiska samspel sätts i fokus.

## Rollista i urval
- Thor Modéen – direktör Theodor "Todde" Blom
- Elsa Carlsson – Laura Blom, Toddes fru
- Åke Söderblom – Karl-Erik Blom, deras son
- Eivor Landström – Anne-Marie Blom, deras dotter
- Allan Bohlin – John Sundin
- Annalisa Ericson – Mary Stålhammar
- Eric Abrahamsson – portier Svensson
- Carl Barcklind – direktör Kurt Bergsten
- Åke Engfeldt – Torsten Rosén
- Viveca Lindfors – Lisa, hotellstäderska
- Carin Swensson – hundägande lunchgäst
- Anna-Lisa Baude – fröken Emilia Orre
- Viran Rydkvist – kokerska
- Elsa Ebbesen – fru Charlotte Phil
- Ingrid Foght – hotellgäst
- Maj-Britt Håkansson – hotellgäst
- John Botvid – grosshandlare Pettersson
- Rolf Botvid – Göran Welander
- Artur Cederborgh – nattportier
- Ragnar Widestedt – direktör Brodén, Roséns affärsvän
- Artur Rolén – Nilsson, färdledare
- Arne Lindblad – kapten Phil
- Gustaf Unger – hotellgäst och dansör
- Bertil Unger – hotellgäst och dansör
- Gull Natorp – fru Augusta Welander [3]

## DVD
Filmen gavs ut på DVD 2013.